# Hélas madame
Hélas madame est une chanson populaire parfois attribuée à Henri VIII. Cette attribution est peu probable car elle figure déjà parmi des pièces datant de la fin du XVe siècle dans le chansonnier de Bayeux.
La chanson fait partie d'une ancienne collection, trouvée sur un manuscrit qui a été utilisé à la cour d’Henri. L'originalité de la chanson a été mise en doute car les différentes parties de la chanson viendraient d’œuvres semblables en Europe. La chanson elle-même décrit la scène de cour en moyen français que mènent un homme et une femme.

## Paroles
Cette chanson se prête à une interprétation en duo, dans un jeu de questions-réponses. 
Dans la présentation qui suit, les passages en romain sont prononcés par l'homme, et ceux en italique par la femme.
| Français moyen | Français moderne |
| --- | --- |
| Helas madame, celle que j’ayme tant: Souffrez que soye vostre humble servant; Vostre humble servant je serays a toujours Et tant que je viv’ray aultr’ n’aymeray que vous. Hellas, beau sire, vous estez bel et bon, Sage et courtoys et de noble maison, Et aussi bon que l’on scairoit finer, Mais cil que j’ayme, ne scairoye oublier. Hellas, ma dame, pences en vostre cas: Entre nous deulx ne fault point d’avocatz. Certes non pas, et vous le scavez bien. Allez vous en, car vous ne faictez rien. Mon cueur souspire et se plaint tendrement, Quant il ne peult trouver allegement. Ne scay comment on me veult dechasser; S’il est ainsi, j’ayray ailleurs chasser. Hellas, ma dame, et n’en seray-je point? Certes beau sire, je ne le vous dis point. Servez a point: il vous sera mery. Hellas, ma dame, de bon cueur vous mercy. | Hélas ma dame, celle que j’aime tant : Souffrez que je sois votre humble servant ; Votre humble servant je serais toujours Et tant que je vivrai, autre n’aimerai que vous. Hélas, beau sire, vous êtes bel et bon, Sage et courtois et de noble maison, Et aussi bon que l’on saurait trouver, Mais celui que j’aime, ne saurait oublier. Hélas, ma dame, pensez votre cas : Entre nous deux il ne faut point d’avocat. Certes non pas, et vous le savez bien. Allez-vous en, car vous ne faites rien. Mon cœur soupire et se plaint tendrement, Quant il ne peut trouver allègement. Ne sachant comment on me veut chasser ; S’il est ainsi, j’irai ailleurs chasser. Hélas, ma dame, et n’en serai-je point ? Certes beau sire, je ne le vous dis point. Comportez vous bien, et vous en serez récompensé. Hélas, ma dame, de tout mon cœur merci. |